# Reductor-distribuitor
Reductor-distribuitorul este un mecanism care distribuie momentul motor la punțile motoare, oferind totodată și posibilitatea de a modifica acest moment motor. Spre deosebire de alte automobile care sunt echipate doar cu distribuitor, automobilele de teren sunt destinate să circule pe drumuri grele și de aceea sunt echipate cu reductor-distribuitor pentru ca să aibă toate punțile motoare.
Reductor-distribuitorul este, de fapt, un tip de schimbător de viteze, de obicei cu două trepte. Cele două trepte ale reductor-distribuitorului dublează numărul de trepte al schimbătorului de viteze propriu-zis. De regulă treapta I a reductor-distribuitorului are un raport de transmitere de cca. 1,15 - 1,25 (uneori chiar 1), iar la treapta a II-a raportul de transmitere variază de la 1,8 la 2,8. Funcționarea reductor-distribuitorului în treapta I este similară cu cea a unui distribuitor.
Se montează pe cadrul automobilului, separat de schimbătorul de viteze.
Există mai multe tipuri după modul de prevenire a circulației de puteri:
- Reductor-distribuitor cu dispozitiv de decuplare a punții motoare anterioare
- Reductor-distribuitor cu diferențial interaxial
- Reductor-distribuitor cu cuplaj unidirecțional